# Nacionalismo turco

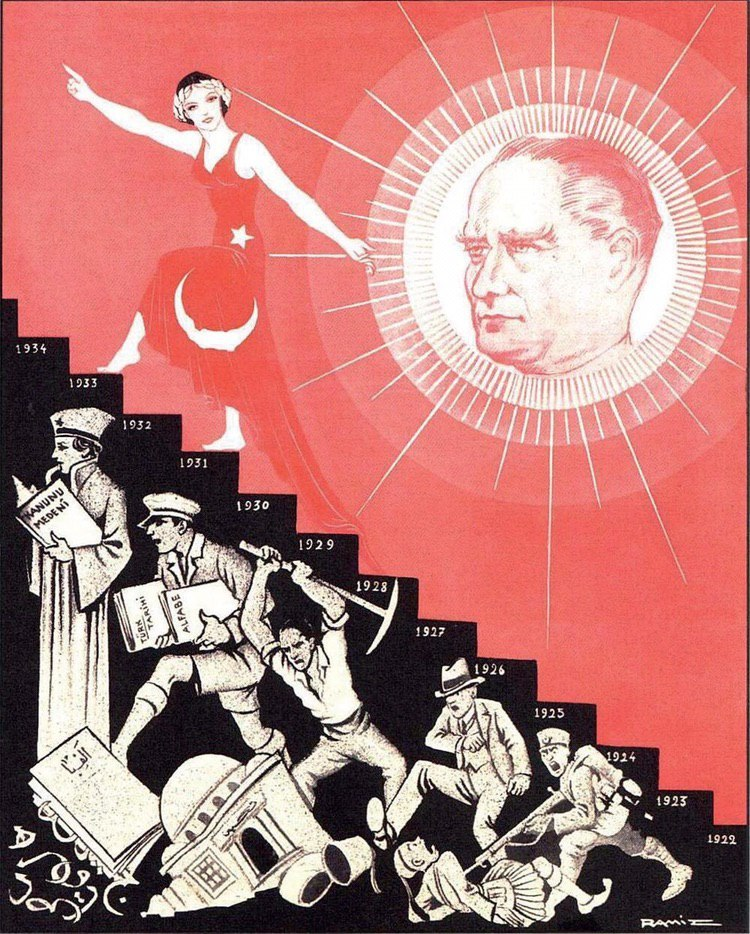
Cartaz de propaganda do regime unipartidarista retrata as reformas de Atatürk

O nacionalismo turco (em turco: Türk milliyetçiliği) é uma ideologia política que promove e glorifica o povo turco, seja como um grupo nacional, étnico ou linguístico.

## História

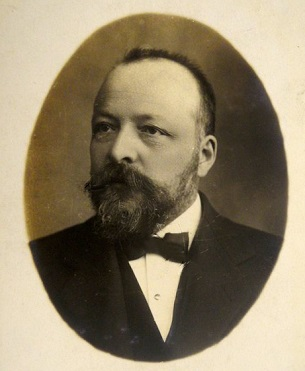
Mehmet Emin Yurdakul, escritor e político nacionalista turco, seus escritos e poemas tiveram um grande impacto na definição do termo vatan (pátria)

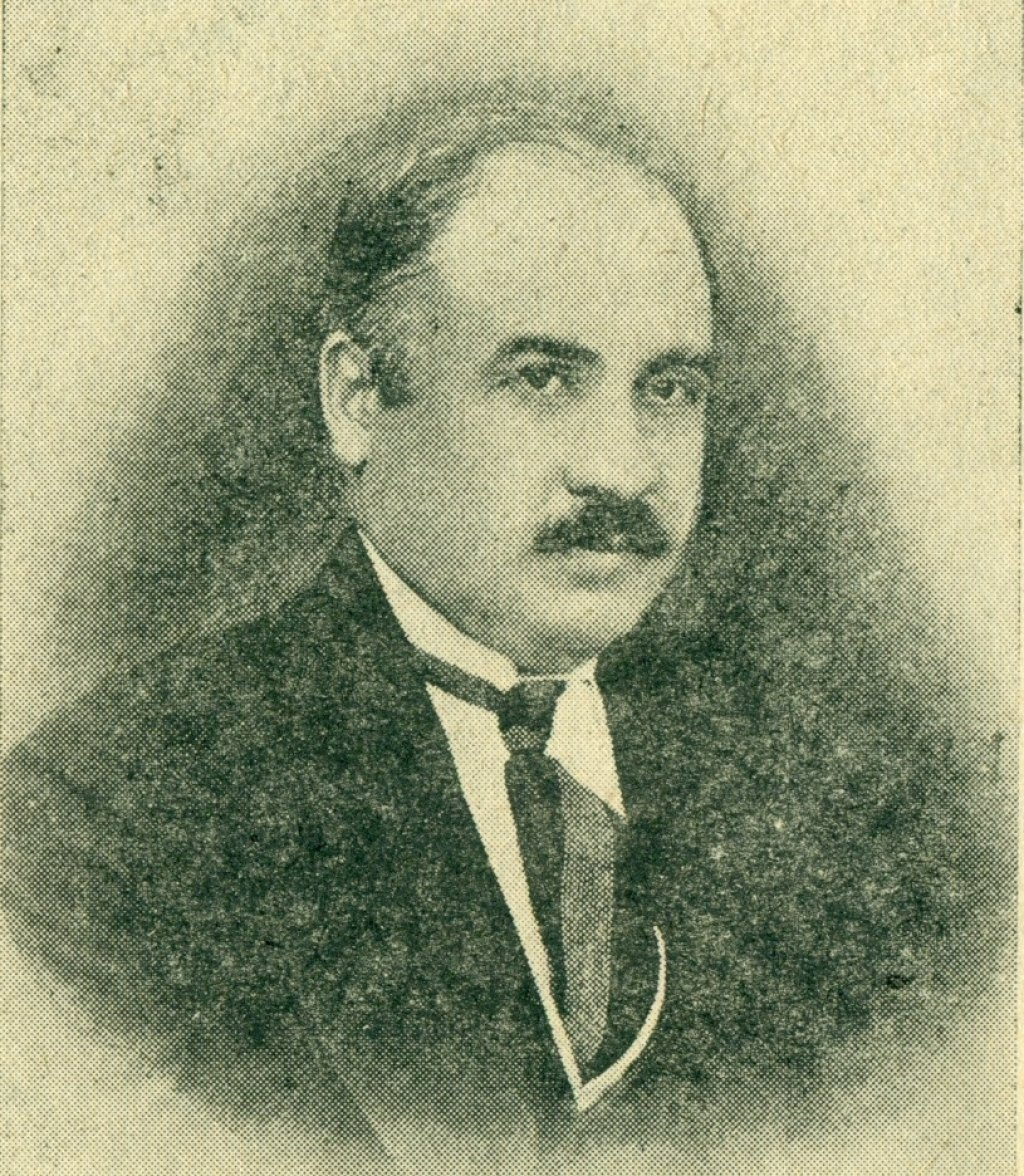
Ziya Gökalp, ideólogo do nacionalismo turco e mais tarde membro da Grande Assembleia Nacional de Mustafa Kemal

Após a queda do Império Otomano, Mustafa Kemal Atatürk chegou ao poder. Ele introduziu uma reforma linguística com o objetivo de "limpar" a língua turca da influência estrangeira. Ele também promoveu a Teoria da Linguagem do Sol nos círculos políticos e educacionais turcos a partir de 1935. Pesquisadores turcos da época, como Hüseyin Cahit Yalçın e Rıfat Osman Bey, também tiveram a ideia de que os primeiros sumérios eram prototurcos.

## Variantes
As ideologias associadas ao nacionalismo turco incluem panturquismo ou turanismo (uma forma de essencialismo étnico ou racial ou misticismo nacional), síntese turco-islâmica (que combina nacionalismo turco com identidade islâmica), anatolianismo (que considera a nação turca como uma entidade separada que se desenvolveu após a conquista Seljúcida da Anatólia no século XI), e o nacionalismo kemalista secular e cívico.

### Kemalismo

Bandeira do movimento kemalista, as "Seis Flechas".

Implementada por Atatürk, a ideologia fundadora da República da Turquia apresenta nacionalismo (em turco:  milliyetçilik) como um dos seus seis pilares fundamentais.
A revolução kemalista teve como objetivo criar um Estado-nação a partir dos remanescentes do multirreligioso e multiétnico Império Otomano. O nacionalismo kemalista se origina das teorias do contrato social, especialmente dos princípios defendidos por Jean-Jacques Rousseau e seu Contrato Social. A percepção kemalista do contrato social foi efetuada pela dissolução do Império Otomano, que foi percebido como um produto do fracasso do sistema "millet" otomano e da política ineficaz do otomanismo. O nacionalismo kemalista, depois de experimentar o colapso do Império Otomano, definiu o contrato social como seu "maior social".
Na década de 1930, o Kemalismo tornou-se uma ideologia estatal abrangente, baseada em seus ditos e escritos. A definição kemalista de nacionalidade foi integrada ao artigo 66 da Constituição da República da Turquia. Legalmente, todo cidadão é definido como turco, independentemente de etnia ou religião. A lei de nacionalidade turca afirma que uma pessoa só pode ser privada de sua nacionalidade por meio de um ato de traição.
O nacionalismo kemalista acredita no princípio de que o Estado turco é um todo indivisível que compreende seu território e povo, que é definido como a "unidade do Estado".

### Panturquismo
O nacionalismo "turanista" começou com a Sociedade Turaniana fundada em 1839, seguida em 1908 com a Sociedade Turca, que mais tarde se tornou a Türk Ocakları e, eventualmente, expandiu-se para incluir ideologias como o panturanismo e o panturquismo.  A Revolução dos Jovens Turcos, que derrubou o sultão Abdulamide II, levou os nacionalistas turcos ao poder no Império Otomano, levando-os eventualmente ao controle dos Três Paxás do governo otomano.

### Anatolianismo
Anatolianismo (em turco:  Anadoluculuk) toma como ponto de partida que a principal fonte da cultura turca deveria ser a Anatólia (Anadolu), e a principal base desse pensamento é que o povo turco construiu uma nova civilização na Anatólia depois de 1071, quando venceu a Batalha de Manzicerta.
No início da era republicana, alguns intelectuais como Hilmi Ziya Ülken, Mehmet Râif Ogan e Nurettin Topçu propuseram que as origens do nacionalismo turco deveriam ser buscadas na Anatólia, não em "Turan".
Hilmi Ziya Ülken, um dos fundadores do anatolianismo, se opunha ao neo-otomanismo e ao pan-islamismo, bem como ao turanismo. Em 1919, Ülken escreveu um livro intitulado Anadolunun Bugünki Vazifeleri (Deveres Atuais da Anatólia), mas não foi publicado. Ülken e amigos publicaram o periódico Anadolu. Eles trabalharam para formar uma filosofia alternativa ao otomanismo, islamismo e turanismo.

### Síntese turco-islâmica

O Partido de Ação Nacionalista é um partido de extrema-direita na Grande Assembleia Nacional da Turquia

A síntese turco-islâmica (em turco:  Türk-İslam sentezi) é uma ideologia conservadora islâmica de extrema direita que combina o nacionalismo turco e o islamismo.
O termo foi cunhado em 1972 pelo historiador conservador İbrahim Kafesoğlu, que traçou a síntese turco-islâmica desde a primeira dinastia turca muçulmana, os Caracânidas, no século XI. Kafesoğlu via o contato entre a antiga cultura estepária dos turcos e do Islã como um processo de refinamento. A "síntese" foi representada na década de 1970 no clube intelectual Aydınlar Ocağı (literalmente "O Lar dos Intelectuais") cujo fundador era Kafesoğlu. Representantes do clube intelectual formularam explicitamente seus pensamentos e, em particular, sua compreensão da história em 1973 no texto Aydınlar Ocağı'nın Görüşü (literalmente "A Visão do Lar dos Intelectuais"). O ponto de partida foi o anticomunismo e um esforço para combater a ideologia marxista, que era percebida como uma ameaça aos valores turcos.
Após a turbulência da década de 1970 com confrontos sangrentos entre os campos políticos e o golpe de Estado na Turquia em 1980, a junta tentou, apesar das reservas sobre o fundamentalismo religioso (em turco:  irtica), usar ideias e valores islâmico-conservadores para restaurar a ordem e a unidade. Após o golpe de Estado de 1980, a ditadura militar fez uma combinação de panturquismo, síntese turco-islâmica e kemalismo como a ideologia oficial do estado. Os líderes de pensamento da síntese turco-islâmica assumiram que os turcos desempenharam um papel proeminente na disseminação do Islã e, assim, desenvolveram sua identidade nacional como parte da umma islâmica. De acordo com essa concepção, ser turco só é possível em conexão com o Islã. A ideia de uma síntese turco-islâmica ainda é muito popular nos círculos do movimento Ülkücü.

### Nacionalismo turco-cipriota

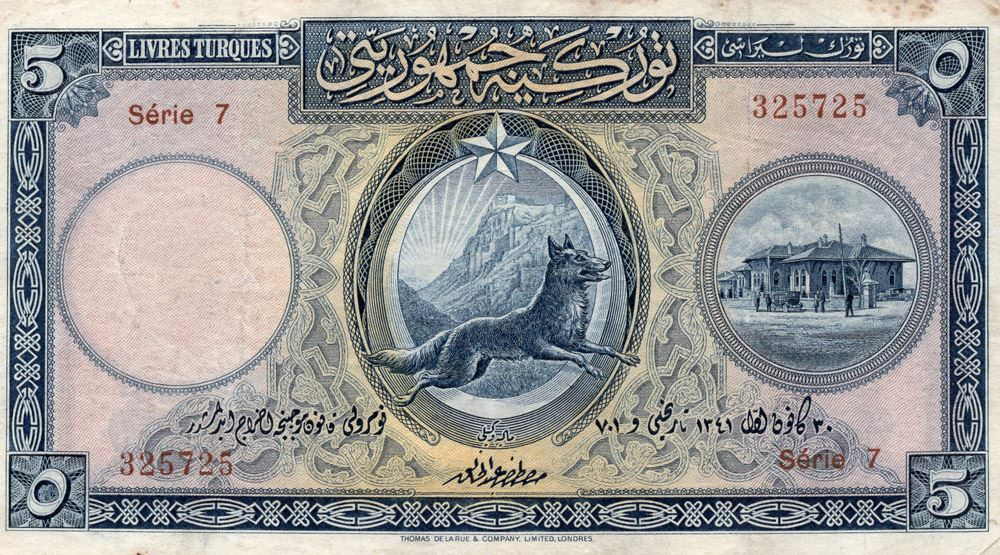
Uma nota de 5 liras da era Atatürk na Turquia. O lobo cinzento é um símbolo do nacionalismo turco, bem como do panturquismo.

O nacionalismo turco-cipriota enfatiza o apoio à independência da República Turca de Chipre do Norte (RTNC) e deseja que a RTNC permaneça independente da Turquia, enquanto se opõe à ideia de um Chipre unido com a República de Chipre dominada pela Grécia.

### Neonazismo e neofascismo
Um grupo neonazista existiu em 1969 em Esmirna, quando um grupo de ex-membros do Partido Republicano da Nação Camponesa (partido precursor do Partido de Ação Nacionalista) fundou a associação "Nasyonal Aktivitede Zinde İnkişaf" (Desenvolvimento Vigoroso na Atividade Nacional). O clube manteve duas unidades de combate. Os membros usavam uniformes da SA e usavam a saudação de Hitler. Um dos líderes (Gündüz Kapancıoğlu) foi readmitido no Partido de Ação Nacionalista em 1975.
Hoje, além do neofascista Lobos Cinzentos e o ultranacionalista Partido de Ação Nacionalista turco, existem algumas organizações neonazistas na Turquia, como a Irmandade Ataman, ou o Partido Nazista Turco e o Partido Nacional Socialista da Turquia, que estão presentes principalmente na Internet.

## As leis do "Insulto ao Turco"

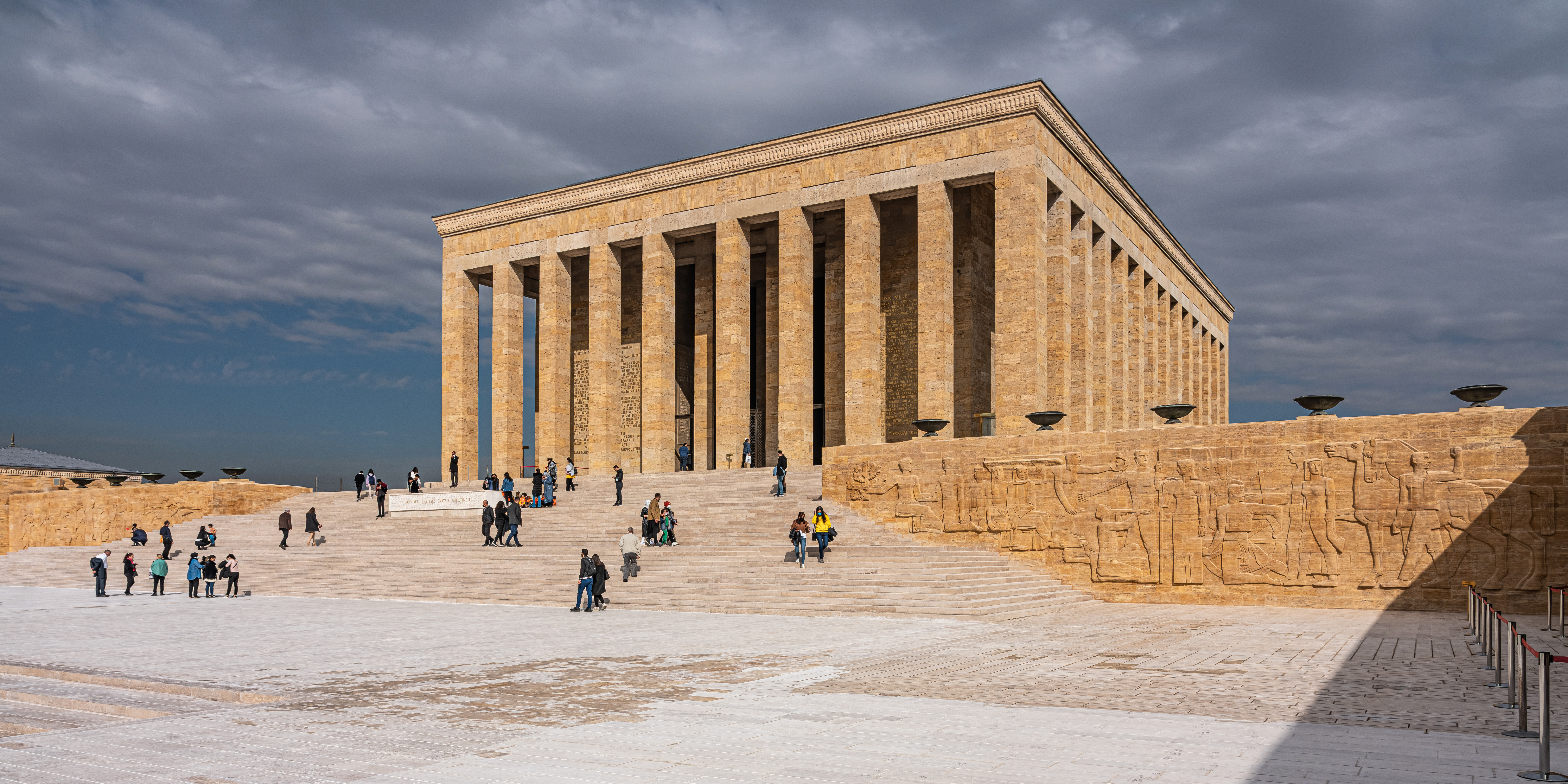
Anıtkabir em Ancara, o mausoléu de Mustafa Kemal Atatürk, líder da guerra de independência turca e fundador da República da Turquia

O Artigo 301 do Código Penal turco, que é percebido como contrário à noção de liberdade de expressão, afirma: "A pessoa que denegrir publicamente a nação turca, a República da Turquia, a Grande Assembleia Nacional da Turquia, o Governo da República da Turquia e os órgãos judiciais do Estado, será punida com pena de seis meses a dois anos de prisão. Mas também só pode ser com autorização do ministro da justiça”. No entanto, também afirma que “não constitui crime as manifestações de pensamento destinadas a criticar."
Houve indicações recentes de que a Turquia pode revogar ou modificar o Artigo 301, após o constrangimento sofrido por alguns casos de alto nível. Nacionalistas dentro do sistema judicial, com a intenção de atrapalhar a plena admissão da Turquia na União Europeia, usaram o Artigo 301 para iniciar julgamentos contra pessoas como o romancista turco vencedor do Prêmio Nobel Orhan Pamuk, a romancista turca Elif Shafak e o falecido Hrant Dink por reconhecerem a existência do genocídio armênio.
Em maio de 2007, uma lei entrou em vigor permitindo que a Turquia bloqueasse sites considerados ofensivos a Atatürk.

## Leitura complementar
- Arman, Murat Necip. "The Sources Of Banality In Transforming Turkish Nationalism". CEU Political Science Journal, issue: 02 / 2007, pp. 133–151.
- Eissenstat, Howard. "Anatolianism: The History of a Failed Metaphor of Turkish Nationalism". Paper presented at Middle East Studies Association Conference, Washington, D.C., November 2002.
- Tachau, Frank. "The Search for National Identity among the Turks". Die Welt des Islams, New Series, Vol. 8, Issue 3 (1963), pp. 165–176.
- Çetin, Zafer M. (outubro de 2004). «Tales of past, present, and future: mythmaking and nationalist discourse in Turkish politics». Journal of Muslim Minority Affairs. 24 (2): 347–365. doi:10.1080/1360200042000296708
- Poulton, Hugh (maio de 1999). «The struggle for hegemony in Turkey: Turkish nationalism as a contemporary force». Journal of Southern Europe and the Balkans. 1 (1): 15–31. doi:10.1080/14613199908413984
- Uslu, Emrullah (março de 2008). «Ulusalcılık: The Neo-nationalist Resurgence in Turkey». Turkish Studies. 9 (1): 73–97. doi:10.1080/14683840701814018